# Iones inorgánicos
En animales y plantas, los iones inorgánicos son necesarios para la actividad celular vital. En los tejidos corporales, los iones también se conocen como electrolitos, esenciales para la actividad eléctrica necesaria para apoyar las contracciones musculares y la activación de las neuronas. Contribuyen a la presión osmótica de los fluidos corporales y desempeñan otras funciones importantes. A continuación se enumeran algunos de los iones más importantes para los seres vivos, así como ejemplos de sus funciones:
- Ca2+ – los iones de calcio son un componente de los huesos y los dientes. También funcionan como mensajeros biológicos, al igual que la mayoría de los iones que se enumeran a continuación. (Ver Hipocalcemia.)
- Zn2+: los iones de zinc se encuentran en concentraciones muy pequeñas en el cuerpo y su función principal es la de un antioxidante; los iones de zinc actúan como antioxidantes tanto en general como para prooxidantes específicos del hígado.[2] Los iones de zinc también pueden actuar como un estabilizador de tipo antioxidante para algunas macromoléculas que se unen a los iones de zinc con gran afinidad, especialmente en los sitios de unión ricos en cisteína.[2] Estos sitios de unión utilizan estos iones de zinc como estabilizadores de los pliegues proteicos, haciendo que estos motivos proteicos tengan una estructura más rígida. Estas estructuras incluyen dedos de zinc, y tienen varias conformaciones diferentes[2]
- K+ – la función principal de los iones de potasio en los animales es el equilibrio osmótico, particularmente en los riñones. (Ver Hipopotasemia.)
- Na+ – los iones de sodio tienen un papel similar a los iones de potasio. (Ver Deficiencia de sodio.)
- Mn2+ : se observa que los iones de manganeso se utilizan como estabilizadores para diversas configuraciones de proteínas. Sin embargo, la sobreexposición al ion manganeso está relacionada con varias enfermedades neurodegenerativas, como la enfermedad de Parkinson.[3]
- Mg2+ – los iones de magnesio son un componente de la clorofila. (Ver Deficiencia de magnesio (plantas) )
- Cl- – la incapacidad de transportar iones de cloruro en humanos se manifiesta como fibrosis quística (FQ)
- CO2−
3 – las conchas de las criaturas marinas son carbonato de calcio. En la sangre, aproximadamente el 85% del dióxido de carbono, se convierte en iones de carbonato acuoso (una solución ácida ), lo que permite una mayor velocidad de transporte.
- Co2+ : los iones de cobalto están presentes en el cuerpo humano en cantidades de 1 a 2 mg.[4] El cobalto se observa en el corazón, el hígado, los riñones y el bazo, y cantidades considerablemente menores en el páncreas, el cerebro y el suero.[4][5] El cobalto es un componente necesario de la vitamina B12 y una coenzima fundamental de la mitosis celular.[5] El cobalto es crucial para la formación de aminoácidos y algunas proteínas para crear una vaina de mielina en las células nerviosas.[6][3] El cobalto también juega un papel en la creación de neurotransmisores, que son vitales para el correcto funcionamiento del organismo.[3]
- PO3−
4 – el trifosfato de adenosina (ATP) es una molécula común que almacena energía en una forma accesible. El hueso es fosfato de calcio .
- Fe 2+ /Fe 3+ – como se encuentra en la hemoglobina, la principal molécula transportadora de oxígeno tiene un ion de hierro central.
- NO−
3 – fuente de nitrógeno en las plantas para la síntesis de proteínas.

## Funciones biológicas de los iones inorgánicos

### Canales iónicos

#### Canales K+
Los canales iónicos de potasio desempeñan un papel clave en el mantenimiento del potencial eléctrico de la membrana. Estos canales iónicos están presentes en muchos sistemas biológicos. Con frecuencia intervienen en la regulación de procesos a nivel celular, muchos de los cuales incluyen la relajación muscular, la hipertensión, la secreción de insulina, etc. Algunos ejemplos de canales iónicos de potasio en sistemas biológicos son los canales KATP, los canales de potasio éter-a-go-go.

#### Canales Na+
Los canales iónicos de sodio prestan un servicio integral a través del organismo, ya que transmiten impulsos despolarizantes a nivel celular e intracelular. Esto permite a los iones de sodio coordinar procesos mucho más intensos, como el movimiento y la cognición. Los canales iónicos de sodio constan de varias subunidades, pero sólo la subunidad principal es necesaria para su funcionamiento. Estos canales de iones de sodio constan de cuatro dominios internamente homólogos, cada uno de los cuales contiene seis segmentos transmembrana y se asemeja a una única subunidad de un canal de iones de potasio dependiente de voltaje. Los cuatro dominios se pliegan formando un poro central. Ese poro central de los iones de sodio dicta la selectividad del canal: tanto el radio iónico como la carga iónica son claves en la selectividad del canal.

#### Canales de  Cl−
Los canales iónicos de cloruro se diferencian de muchos otros canales iónicos por estar controlados por los iones cloruro aniónicos. Los canales de iones cloruro son proteínas de membrana que forman poros y permiten el transporte pasivo de iones cloruro a través de las membranas biológicas. Para transportar los iones a través de las membranas celulares, los canales iónicos de cloruro utilizan mecanismos de voltaje y ligando. Se ha descubierto que los canales iónicos de cloruro desempeñan un papel crucial en el desarrollo de enfermedades humanas. Por ejemplo, las mutaciones en los genes que codifican los canales iónicos de cloruro provocan diversas enfermedades deletéreas en músculos, riñones, huesos y cerebro, como fibrosis quística, osteoporosis y epilepsia, y se supone que su activación es responsable de la progresión del glioma en el cerebro y del crecimiento del parásito de la malaria en los glóbulos rojos. En la actualidad, los canales iónicos de cloruro no se conocen del todo, y es necesario seguir investigando.

## Enlaces exteros
- Esta obra contiene una traducción  derivada de «Inorganic ions» de Wikipedia en inglés, concretamente de esta versión, publicada por sus editores bajo la Licencia de documentación libre de GNU y la Licencia Creative Commons Atribución-CompartirIgual 4.0 Internacional.

- Datos: Q6036601